# XECTZ
La voz de la Sierra Norte cuyo indicativo es XECTZ-AM, es una emisora de radio comunitaria indígena que emite desde Cuetzalan del Progreso, Puebla en la frecuencia de 1350 kHz de la banda de amplitud modulada con 10 kW de potencia. Transmite contenidos en las lenguas náwatl, tutunakú y española y pertenece al Sistema de Radiodifusoras Culturales Indigenistas (SRCI) de la Comisión Nacional para el Desarrollo de los Pueblos Indígenas.

## Historia
Inició transmisiones el 21 de abril de 1994 como parte de la expansión del SRCI. Fue fundada por comunicadores indígenas de la Sierra Norte de Puebla coordinados por la comunicóloga Aleida Calleja. Es una alternativa de comunicación para 60 municipios de los estados de Puebla y Veracruz.